# 王達 (嘉靖進士)
王達（1497年—1554年），字子泉，號艮斋，山東濟南府濱州人，民籍，明朝政治人物。

## 生平
嘉靖元年（1522年）壬午科山東鄉試第二名舉人。嘉靖十四年（1535年）中式乙未科會試第一百十二名，登第三甲第九名進士。初授行人司行人，十六年十二月选授湖廣道試監察御史，十七年八月實授，巡视北城及光禄寺京通倉。二十1541年年巡按山西，以母憂去職。逾三年甲辰（1544年），复起掌河南道事。二十四年三月奉命督學畿輔。逾六年，二十九年三月升大理寺右寺丞，是年秋，韃虏入寇近畿，受命与丰润伯曹松分守安定門。晋督理山西屯牧右佥都御史，三十二年四月被裁革回籍听候，因展墓過里，疾大作，遂卒於家。時嘉靖甲寅（三十三年，1554）三月二十二日，距其生弘治丁巳（十年，1497）五月二十四日，享年五十有八。

## 家族
曾祖王思誠；祖父王恭；父王政，稱坦菴翁。母韓氏，封太孺人。